# Euroliga 2003-04
La temporada 2003-04 de la Euroleague (la máxima competición de clubes de baloncesto de Europa) se disputó del 3 de noviembre de 2003 al 1 de mayo de 2004 y la organizó la Unión de Ligas Europeas de Baloncesto (ULEB).
Esta fue la 4.ª edición de la competición en la era moderna de la Euroleague. Incluyendo la competición previa de la Copa de Europa de la FIBA, fue la 47.ª edición de la máxima competición del baloncesto masculino de clubes europeos. La Final Four se celebró en el Nokia Arena de Tel Aviv, en mayo de 2004.

## Equipos
| Campeón | Subcampeón | Tercer puesto | Cuarto puesto | Top 16 | Fase de grupos |

| País                | Equipos | Equipos           | Equipos          | Equipos       |
| ------------------- | ------- | ----------------- | ---------------- | ------------- |
| España              | 4       | FC Barcelona      | Pamesa Valencia  |               |
| España              | 4       | TAU Cerámica      | Unicaja          |               |
| Italia              | 4       | Benetton Basket   | Lottomatica Roma |               |
| Italia              | 4       | Montepaschi Siena | Skipper Bologna  |               |
| Grecia              | 3       | AEK Athens        | Olympiacos       | Panathinaikos |
| Eslovenia           | 2       | KRKA Novo Mesto   | Union Olimpija   |               |
| Francia             | 2       | Asvel Basket      | Pau-Orthez       |               |
| Turquía             | 2       | Efes Pilsen       | Ulker            |               |
| Alemania            | 1       | Alba Berlin       |                  |               |
| Croacia             | 1       | Cibona VIP        |                  |               |
| Israel              | 1       | Maccabi Elite     |                  |               |
| Lituania            | 1       | Zalgiris          |                  |               |
| Polonia             | 1       | Idea Slask        |                  |               |
| Rusia               | 1       | CSKA Moscow       |                  |               |
| Serbia y Montenegro | 1       | Partizan          |                  |               |

## Fase de grupos
La fase de grupos se jugó entre el 3 de noviembre de 2003 y el 20 de febrero de 2004.
Si los equipos están empatados en victoria y derrotas al final de la fase de grupos, el desempate se aplican en el siguiente orden:
1. Victorias y derrotas entre los equipos implicados.
2. Diferencia de puntos entre los equipos implicados.
3. Diferencia de puntos durante la fase de grupos.
4. Puntos conseguidos durante la fase de grupos.
5. Suma de los cocientes de los puntos a favor y puntos en contra en cada partido de la fase de grupos.

| Clasificados para el Top 16 | Eliminados |

|    | Equipo           | PJ | PG | PP | +    | -    | +/-  |
| -- | ---------------- | -- | -- | -- | ---- | ---- | ---- |
| 1. | FC Barcelona     | 14 | 12 | 2  | 1086 | 937  | +149 |
| 2. | Cibona VIP       | 14 | 8  | 6  | 1122 | 1101 | +21  |
| 3. | Ulker            | 14 | 8  | 6  | 1023 | 1050 | -27  |
| 4. | Union Olimpija   | 14 | 6  | 8  | 1093 | 1123 | -30  |
| 5. | Pau-Orthez       | 14 | 6  | 8  | 1141 | 1130 | +11  |
| 6. | AEK Athens       | 14 | 6  | 8  | 1066 | 1099 | -33  |
| 7. | Partizan         | 14 | 6  | 8  | 1081 | 1078 | +3   |
| 8. | Lottomatica Roma | 14 | 4  | 10 | 997  | 1091 | -94  |

|    | Equipo            | PJ | PG | PP | +    | -    | +/-  |
| -- | ----------------- | -- | -- | -- | ---- | ---- | ---- |
| 1. | CSKA Moscow       | 14 | 11 | 3  | 1118 | 984  | +134 |
| 2. | Maccabi Elite     | 14 | 11 | 3  | 1261 | 1169 | +92  |
| 3. | Skipper Bologna   | 14 | 8  | 6  | 1206 | 1173 | +33  |
| 4. | Montepaschi Siena | 14 | 7  | 7  | 1083 | 1068 | +15  |
| 5. | Panathinaikos     | 14 | 7  | 7  | 1141 | 1113 | +28  |
| 6. | Zalgiris          | 14 | 6  | 8  | 1142 | 1142 | 0    |
| 7. | Unicaja           | 14 | 4  | 10 | 1051 | 1111 | -60  |
| 8. | KRKA Novo Mesto   | 14 | 2  | 12 | 947  | 1189 | -242 |

| \| \| Equipo \| PJ \| PG \| PP \| + \| - \| +/- \| \| -- \| --------------- \| -- \| -- \| -- \| ---- \| ---- \| ---- \| \| 1. \| Efes Pilsen \| 14 \| 10 \| 4 \| 1066 \| 1002 \| +64 \| \| 2. \| Benetton Basket \| 14 \| 10 \| 4 \| 1183 \| 1065 \| +118 \| \| 3. \| Pamesa Valencia \| 14 \| 9 \| 5 \| 1149 \| 1089 \| +60 \| \| 4. \| TAU Cerámica \| 14 \| 9 \| 5 \| 1183 \| 1127 \| +56 \| \| 5. \| Olympiacos \| 14 \| 7 \| 7 \| 1109 \| 1108 \| +1 \| \| 6. \| Idea Slask \| 14 \| 6 \| 8 \| 1110 \| 1163 \| -53 \| \| 7. \| Alba Berlin \| 14 \| 3 \| 11 \| 1075 \| 1170 \| -95 \| \| 8. \| Asvel Basket \| 14 \| 2 \| 12 \| 982 \| 1133 \| -151 \| |                 |    |    |    |      |      |      |
| | Equipo          | PJ | PG | PP | +    | -    | +/-  |
| 1. | Efes Pilsen     | 14 | 10 | 4  | 1066 | 1002 | +64  |
| 2. | Benetton Basket | 14 | 10 | 4  | 1183 | 1065 | +118 |
| 3. | Pamesa Valencia | 14 | 9  | 5  | 1149 | 1089 | +60  |
| 4. | TAU Cerámica    | 14 | 9  | 5  | 1183 | 1127 | +56  |
| 5. | Olympiacos      | 14 | 7  | 7  | 1109 | 1108 | +1   |
| 6. | Idea Slask      | 14 | 6  | 8  | 1110 | 1163 | -53  |
| 7. | Alba Berlin     | 14 | 3  | 11 | 1075 | 1170 | -95  |
| 8. | Asvel Basket    | 14 | 2  | 12 | 982  | 1133 | -151 |

## Top 16
El Top 16 empezó el 3 de marzo y terminó el 9 de abril de 2004.
Si los equipos están empatados en victoria y derrotas al final de la fase de grupos, el desempate se aplican en el siguiente orden:
1. Victorias y derrotas entre los equipos implicados.
2. Diferencia de puntos entre los equipos implicados.
3. Diferencia de puntos durante el Top 16.
4. Puntos conseguidos durante el Top 16.
5. Suma de los cocientes de los puntos a favor y puntos en contra en cada partido del Top 16.

| Clasificados para la Final Four | Eliminados |

|    | Equipo       | PJ | PG | PP | +   | -   | +/- |
| -- | ------------ | -- | -- | -- | --- | --- | --- |
| 1. | CSKA Moscow  | 6  | 5  | 1  | 477 | 436 | +41 |
| 2. | TAU Cerámica | 6  | 4  | 2  | 504 | 477 | +27 |
| 3. | Cibona VIP   | 6  | 2  | 4  | 422 | 449 | -27 |
| 4. | Olympiacos   | 6  | 1  | 5  | 436 | 477 | -41 |

|    | Equipo          | PJ | PG | PP | +   | -   | +/- |
| -- | --------------- | -- | -- | -- | --- | --- | --- |
| 1. | Skipper Bologna | 6  | 5  | 1  | 484 | 457 | +27 |
| 2. | Efes Pilsen     | 6  | 4  | 2  | 427 | 390 | +37 |
| 3. | Pau-Orthez      | 6  | 2  | 4  | 452 | 486 | -34 |
| 4. | Union Olimpija  | 6  | 1  | 5  | 438 | 468 | -30 |

|    | Equipo            | PJ | PG | PP | +   | -   | +/- |
| -- | ----------------- | -- | -- | -- | --- | --- | --- |
| 1. | Montepaschi Siena | 6  | 4  | 2  | 498 | 461 | +37 |
| 2. | Benetton Basket   | 6  | 4  | 2  | 510 | 494 | +16 |
| 3. | FC Barcelona      | 6  | 2  | 4  | 445 | 452 | -7  |
| 4. | Panathinaikos     | 6  | 2  | 4  | 460 | 506 | -46 |

|    | Equipo          | PJ | PG | PP | +   | -   | +/- |
| -- | --------------- | -- | -- | -- | --- | --- | --- |
| 1. | Maccabi Elite   | 6  | 4  | 2  | 452 | 406 | +46 |
| 2. | Pamesa Valencia | 6  | 4  | 2  | 418 | 421 | -3  |
| 3. | Zalgiris        | 6  | 3  | 3  | 520 | 507 | +13 |
| 4. | Ulker           | 6  | 1  | 5  | 449 | 505 | -56 |

## Final Four
La Final Four empezó el 29 de abril y terminó el 1 de mayo de 2004. La etapa culminante de la temporada, los cuatro equipos restantes del Top 16 se enfrentan en dos semifinales y los dos ganadores de cada semifinal disputan la final por el título.
|  | Semifinales       | Semifinales   |     |                   | Final           | Final     |  |
|  | 29 de abril       | 29 de abril   |     |                   | 1 de mayo       | 1 de mayo |  |
|  |                   |               |     |                   |                 |           |  |
|  |                   |               |     |                   |                 |           |  |
|  | Montepaschi Siena | 102           |     |                   |                 |           |  |
|  | Skipper Bologna   | 103           |     |                   |                 |           |  |
|  |                   |               |     |                   |                 |           |  |
|  |                   |               |     |                   |                 |           |  |
|  |                   |               |     |                   | Skipper Bologna | 74        |  |
|  |                   | Maccabi Elite | 118 |                   |                 |           |  |
|  |                   |               |     |                   |                 |           |  |
|  |                   |               |     |                   |                 |           |  |
|  |                   |               |     |                   | Tercer lugar    |           |  |
|  |                   |               |     |                   |                 |           |  |
|  | Maccabi Elite     | 93            |     | Montepaschi Siena | 94              |           |  |
|  | CSKA Moscow       | 85            |     |                   | CSKA Moscow     | 97        |  |

### Semifinales
| 29 de abril de 2004 18:10 | Montepaschi Siena                                   | 102–103              | Skipper Bologna                            | Tel Aviv |  |
|                           | Parciales: 20-23, 18-24, 24-17, 28-26 (T.E.: 12-13) |                      |                                            | |  |
|                           | Estadísticas Thornton 26 Thornton 10 Stefanov 9     | Reporte Pts Reb Asts | Estadísticas 27 Delfino 5 Delfino 8 Basile | Pabellón: Nokia Arena Asistencia: 10.000 espectadores Árbitros: Ilija Belosevic Romualdas Brazauskas Stelios Koukoulekidis Miodrag Dordevic |  |

| 29 de abril de 2004 20:40 | Maccabi Elite                                   | 93–85                | CSKA Moscow                              | Tel Aviv |  |
|                           | Parciales: 18-27, 23-15, 21-13, 31-30           |                      |                                          | |  |
|                           | Estadísticas Parker 27 Baston 10 Jasikevičius 6 | Reporte Pts Reb Asts | Estadísticas 23 Brown 10 Türkcan 6 Brown | Pabellón: Nokia Arena Asistencia: 10.000 espectadores Árbitros: Nikolaos Pitsilkas Petr Sudek Juan Carlos Mitjana |  |

### Tercer puesto
| 1 de mayo de 2004 18:10 | Montepaschi Siena                                         | 94–97                | CSKA Moscow                             | Tel Aviv |  |
|                         | Parciales: 32-15, 24-25, 17-31, 21-26                     |                      |                                         | |  |
|                         | Estadísticas Vanterpool 18 Andersen, Galanda 5 Thornton 5 | Reporte Pts Reb Asts | Estadísticas 27 Brown 7 Khryapa 5 Brown | Pabellón: Nokia Arena Asistencia: 10.000 espectadores Árbitros: Mateo Ramos Nikolaos Pitsilkas Srdan Dozai Miodrag Dordevic |  |

### Final
| 1 de mayo de 2004 20:40 | Maccabi Elite                               | 118–74               | Skipper Bologna                              | Tel Aviv |  |
|                         | Parciales: 31-13, 24-17, 25-21, 38-23       |                      |                                              | |  |
|                         | Estadísticas Parker 21 Burstein 10 Shelef 7 | Reporte Pts Reb Asts | Estadísticas 21 Vujanić 4 Delfino 3 Pozzecco | Pabellón: Nokia Arena Asistencia: 10.000 espectadores Árbitros: Romualdas Brazauskas Antonio Coelho Ilija Belosevic |  |

| Campeones de la Euroleague 2003-04 |
| ---------------------------------- |
| Maccabi Elite Cuarto título        |

## Galardones

### MVP de la Temporada
|                | Pos. | Jugador         | Equipo   |
| -------------- | ---- | --------------- | -------- |
| Fase de grupos | P    | Arvydas Sabonis | Zalgiris |
| Top 16         | P    | Arvydas Sabonis | Zalgiris |

### MVP de la Final Four
| Pos. | Jugador        | Equipo        |
| ---- | -------------- | ------------- |
| E    | Anthony Parker | Maccabi Elite |

### Quinteto ideal de la temporada
| Pos. | Primer Quinteto Ideal | Primer Quinteto Ideal | Segundo Quinteto Ideal | Segundo Quinteto Ideal |
| Pos. | Jugador               | Equipo                | Jugador                | Equipo                 |
| ---- | --------------------- | --------------------- | ---------------------- | ---------------------- |
| B    | Šarūnas Jasikevičius  | Maccabi Elite         | Miloš Vujanić          | Partizan               |
| E    | Marcus Brown          | CSKA Moscow           | Lynn Greer             | Idea Slask             |
| A    | Dejan Bodiroga        | FC Barcelona          | David Vanterpool       | Montepaschi Siena      |
| AP   | Mirsad Türkcan        | CSKA Moscow           | Andrés Nocioni         | TAU Cerámica           |
| P    | Arvydas Sabonis       | Zalgiris              | Nikola Vujčić          | Maccabi Elite          |

### Jugador de la jornada
| Jornada   | Jugador              | Equipo               | Valoración |
| --------- | -------------------- | -------------------- | ---------- |
| 1         | Lynn Greer           | Idea Śląsk Wrocław   | 44         |
| 2         | Andrés Nocioni       | TAU Cerámica         | 48         |
| 3         | Maceo Baston         | Maccabi Tel Aviv BC  | 35         |
| 4         | Maceo Baston         | Maccabi Tel Aviv BC  | 42         |
| 5         | Scoonie Penn         | KK Cibona Zagreb     | 37         |
| 6         | Marcus Brown         | PBC CSKA Moscú       | 35         |
| 7         | Arvydas Macijauskas  | TAU Cerámica         | 50         |
| 8         | Lynn Greer           | Idea Śląsk Wrocław   | 32         |
| 9         | Gregor Fučka         | FC Barcelona         | 38         |
| 9         | Lynn Greer           | Idea Śląsk Wrocław   | 38         |
| 9         | Panagiotis Liadelis  | Olympiacos BC        | 38         |
| 10        | Tanoka Beard         | BC Žalgiris Kaunas   | 63         |
| 11        | Roberto Chiacig      | Montepaschi Siena    | 35         |
| 12        | Tyus Edney           | Benetton Treviso     | 34         |
| 13        | Horace Jenkins       | AEK Atenas BC        | 35         |
| 14        | Šarūnas Jasikevičius | Maccabi Tel Aviv BC  | 32         |
| Top16 - 1 | Arvydas Sabonis      | BC Žalgiris Kaunas   | 47         |
| Top16 - 2 | İbrahim Kutluay      | Ülker Estambul       | 33         |
| Top16 - 2 | Florent Piétrus      | ÉB Pau-Orthez        | 33         |
| Top16 - 3 | Dženan Rahimić       | KK Olimpia Ljubljana | 35         |
| Top16 - 4 | Jaka Lakovič         | Panathinaikos BC     | 51         |
| Top16 - 5 | Andrés Nocioni       | TAU Cerámica         | 37         |
| Top16 - 6 | Šarūnas Jasikevičius | Maccabi Tel Aviv BC  | 37         |

| Predecesor: Euroleague 2002-03 | Euroleague 2003-04 | Sucesor: Euroleague 2004-05 |